# Michelle Nogueras
Michelle Nogueras est une joueuse portoricaine de volley-ball née le 5 décembre 1988. Elle mesure 1,79 m et joue au poste de passeuse. Elle totalise 51 sélections en équipe de Porto-Rico.

## Clubs
| Club                 | De        | À         |
| -------------------- | --------- | --------- |
| Criollas de Caguas   |           | 2006-2006 |
| Saint Leo University | 2006-2007 | 2009-2010 |
| Criollas de Caguas   | 2010-2010 | 2012-2012 |
| Pinkin de Corozal    | jan 2013  | mars 2013 |
| Criollas de Caguas   | mars 2013 | avr 2013  |
| Évreux Volley-ball   | oct 2013  | déc 2013  |
| Ienisseï Krasnoïarsk | 2013-2014 | 2013-2014 |
| Volley Köniz         | 2014-2015 | 2014-2015 |
| Gigantes de Carolina | 2016-2016 | …         |

## Palmarès

### Équipe nationale
- Championnat d'Amérique du Nord des moins de 18 ans
  - Finaliste : 2004.

### Clubs
- Championnat de Porto Rico
  - Vainqueur : 2011.
  - Finaliste : 2012.
- Championnat de Suisse
  - Finaliste : 2015.